# Bệnh viện Bệnh nhiệt đới Trung ương
Bệnh viện Bệnh nhiệt đới Trung ương là bệnh viện công lập chuyên khoa hàng đầu về điều trị bệnh, phục hồi chức năng về các bệnh truyền nhiễm và nhiệt đới tại Việt Nam, trực thuộc Bộ Y tế. Bệnh viện có tên dịch ra tiếng Anh là National Hospital of Tropical Diseases, viết tắt là NHTD.
Bệnh viện có địa chỉ tại: Thôn Bầu, xã Kim Chung, huyện Đông Anh, thành phố Hà Nội ().
Số điện thoại của bệnh viện là: (024) 3581 0170.

## Ban Giám đốc

### Giám đốc:
- TS. Phạm Ngọc Thạch

### Phó Giám đốc:
- BSCKII. Nguyễn Trung Cấp
- TS. BS. Nguyễn Thanh Hà

## Lịch sử hình thành và phát triển
Ngày 11/11/1989, Bộ Y tế ra quyết định số 705/BYT-QĐ thành lập Viện y học Lâm sàng các bệnh Nhiệt đới  (Viện YHLSCBNĐ) trực thuộc bệnh viện Bạch Mai trên cơ sở sáp nhập 3 bộ phận: Khoa Truyền nhiễm, khoa Vi sinh y học - BV Bạch Mai và Bộ môn Truyền nhiễm - Trường Đại học Y Hà Nội. Năm 2003, Viện YHLSCBNĐ đã trở thành địa chỉ nổi tiếng ở Việt Nam và trên thế giới khi chữa thành công và thanh toán được bệnh SARS, được nhà nước phong tặng danh hiệu "Anh hùng lao động".